# Jaheim
Jaheim Hoagland (New Brunswick, 26 mei 1978) is een Amerikaanse r&b-zanger.

## Carrière
Jaheim Hoagland heeft een bewogen gettojeugd in New Jersey achter de rug. Omdat zijn vader vroeg overleed, moest zijn moeder hem en zijn beide jongere broers alleen grootbrengen. Als jeugdige kwam hij zoals zovelen op het slechte pad, sloot zich aan bij een bende en belandde op 16-jarige leeftijd wegens het bezit van drugs in de cel. Kort na zijn ontslag overleed dan ook nog zijn moeder en kreeg hij als familie-oudste de verantwoording.
Zijn grootvader had toentertijd al gezongen met The Drifters en andere bands en met het familietalent en het voorbeeld werd Jaheim gemotiveerd om een zangcarrière te beginnen. Hij nam deel aan meerdere concoursen, waar hij ook meermaals won en kreeg uiteindelijk een platencontract. Kay Gee van Naughty by Nature nam hem op bij zijn label Divine Mill en moedigde hem aan.
Zijn eerste single Could It Be werd in 2000 een groot succes. In de r&b-hitlijst plaatste hij zich op plaats 2 en ook in de officiële hitlijsten kwam hij onverwachts onder de top 40. Het album Ghetto Love plaatste zich vervolgens zelfs onder de top 10 van de Billboard 200 en werden er intussen meer dan twee miljoen exemplaren van verkocht. De twee verdere singles Anything en Just in Case konden eveneens aanleunen aan het succes van de debuutsingle. Al een jaar later volgde het tweede album Still Ghetto, opnieuw platina en vergelijkbaar succesvol als zijn voorganger. Met Fabulous en Put That Woman First kreeg hij zijn r&b top 10-singles drie en vier en laatstgenoemde song was ook zijn tot dan toe succesvolste solosingle in de Billboard Hot 100 (#20).
In 2004 had Jaheim zijn grootste single-succes als speciaal artiest bij de song My Place van de rapper Nelly. Samen hadden ze een internationale hit, die zich in het Verenigd Koninkrijk op de toppositie en in de Verenigde Staten, Zwitserland en Duitsland in de top 10 plaatste. 
Tot aan zijn derde album van zijn ghetto-trilogie verging een poosje. Tussentijds had hij ook problemen met de politie gekregen, toen tijdens een verkeerscontrole bij hem en zijn beide medepassagiers marihuana werd gevonden en hij bij de volgende arrestatie tegenstand bood.
Toen Ghetto Classics uiteindelijk in februari 2006 verscheen, plaatste deze zich direct aan de top van de albumhitlijst. Weliswaar verzwakte de interesse aan het album snel en verkocht het in totaal niet zo goed als zijn voorgangers. Ook de beide singles uit dit album konden zich slechts plaatsen in de r&b-hitlijst en niet in de Hot 100. Eind 2007 verscheen het vierde album The Makings of a Man, dat qua succes ongeveer op het niveau kwam van Ghetto Classics. De zanger kon zich tot dusver met alle vier de publicaties onder de top 3 van de r&b-albumhitlijst plaatsen.
In april 2010 werd Jaheim wegens onregelmatigheden in het wegverkeer en het bezit van marihuana gearresteerd.

## Discografie

### Singles
- 2000:	Could It Be
- 2001:	Just in Case
- 2001: Anything (feat. Next)
- 2002:	Fabulous (feat. Tha' Rayne) (incl. samples uit Wake Up Everybody van Harold Melvin and the Blue Notes, 1975)
- 2003:	Put That Woman First (incl. samples uit I Forgot to Be Your Lover van William Bell, 1968)
- 2003: Backtight (incl. samples uit Somebody Told Me van Teddy Pendergrass, 1977)
- 2003: Diamond in da Ruff (incl. samples uit My Love Won't Stop at Nothing van The Fantastic Four, 1975)
- 2005:	Everytime I Think About Her (feat. Jadakiss, incl. samples uit The Sly, Slick and the Wicked van The Lost Generation, 1970)
- 2006:	The Chosen One (incl. samples uit I Choose You van Willie Hutch, 1973)
- 2007:	Struggle No More (met Anthony Hamilton en Musiq Soulchild van de soundtrack van de film Daddy's Little Girls)
- 2007: Never
- 2008:	I've Changed (feat. Keyshia Cole)
- 2008: Have You Ever
- 2009: Ain't Leavin Without You
- 2010: Finding My Way Back

### Albums
- 2001:	Ghetto Love (Warner Bros. Records)
- 2002:	Still Ghetto (Warner Bros. Records)
- 2006: Ghetto Classics (Warner Bros. Records)
- 2007:	The Makings of a Man (Atlantic Records)
- 2010:	Another Round (Atlantic Records)
- 2013:	Appreciation Day (Atlantic Records)
- 2016:	Struggle Love (BMG)

### Compilaties
- 2008:	Classic Jaheim Vol. 1

### Gastinbreng
- 2004:	Lord You Know (Cam'ron feat. Jaheim)
- 2004: My Place (Nelly feat. Jaheim, incl. samples uit I Like It van DeBarge, 1982, Come Go with Me van Teddy Pendergrass, 1979 en Isn't It a Shame van LaBelle, 1976)
- 2011:	Stay Together (Ledisi feat. Jaheim)

- Bibliothèque nationale de France: cb14044436m (data)
- Gemeinsame Normdatei: 135210577
- International Standard Name Identifier: 0000 0000 5519 0340
- Library of Congress Control Number: no2001051389
- MusicBrainz: 3a9cf658-0f0b-410e-b07e-8cf7eee53169
- Nationale Bibliotheek van Tsjechië: xx0043162
- Virtual International Authority File: 64207649
- WorldCat: E39PBJvhjy3yFHvK9VqmydvGpP